# Boldenaria boldenarum
Boldenaria boldenarum är en fjärilsart. Boldenaria boldenarum ingår i släktet Boldenaria och familjen juvelvingar.

## Underarter
Arten delas in i följande underarter:
- B. b. boldenarum
- B. b. caerulaea
- B. b. ianthina